# Municipio de Pecatonica
El municipio de Pecatonica (en inglés: Pecatonica Township) es un municipio ubicado en el condado de Winnebago en el estado estadounidense de Illinois. En el año 2010 tenía una población de 4355 habitantes y una densidad poblacional de 47,38 personas por km².

## Geografía
Según la Oficina del Censo de los Estados Unidos, el municipio tiene una superficie total de 91.92 km², de la cual 91 km² corresponden a tierra firme y (1 %) 0.92 km² es agua.

## Demografía
Según el censo de 2010, había 4355 personas residiendo en el municipio de Pecatonica. La densidad de población era de 47,38 hab./km². De los 4355 habitantes, el municipio de Pecatonica estaba compuesto por el 97,13 % blancos, el 0,37 % eran afroamericanos, el 0,09 % eran amerindios, el 0,57 % eran asiáticos, el 0,9 % eran de otras razas y el 0,94 % eran de una mezcla de razas. Del total de la población el 2,78 % eran hispanos o latinos de cualquier raza.